# Peter Reiter (Judoka)
Peter Reiter (* 30. Juni 1960 in Linz) ist ein ehemaliger österreichischer Judoka und Olympiastarter 1988. Er trägt den 6. Dan.

## Biografie
Peter Reiter startete für den SK Voest, wo er derzeit als Trainer arbeitet. 1987 und 1988 belegte er jeweils den dritten Rang bei den Europameisterschaften und 1986 den zweiten Platz mit der Österreichischen Nationalmannschaft, welcher u. a. Peter Seisenbacher angehört hat.
Peter Reiter gewann im Zeitraum von 1982 bis 1992 sechs Österreichische Meistertitel.

## Erfolge (Auswahl)
- 1. Rang Militärweltmeisterschaften 1986 bis 78 kg
- 1. Rang Militärweltmeisterschaften 1989 bis 78 kg
- 2. Rang Weltcup Sofia 1985 – 78 kg
- 2. Rang Weltturnier Leonding 1985 – 78 kg
- 2. Rang Weltturnier Leonding 1986 – 78 kg
- 2. Rang Weltturnier Leonding 1989 – 78 kg
- 3. Rang Offene Deutsche Meisterschaften Rüsselsheim 1985 – 78 kg
- 3. Rang Europameisterschaften 1987 – 78 kg
- 3. Rang Europameisterschaften 1988 – 78 kg
- sechsmal österreichischer Meister[5]